# Estrada nacional 34 (Suécia)

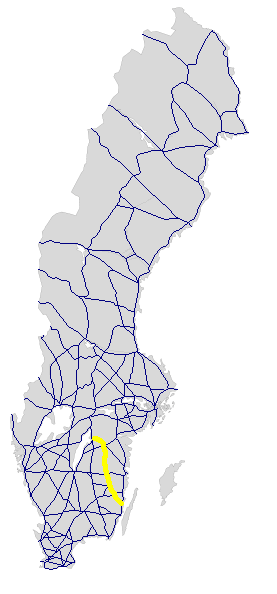
Riksväg 34

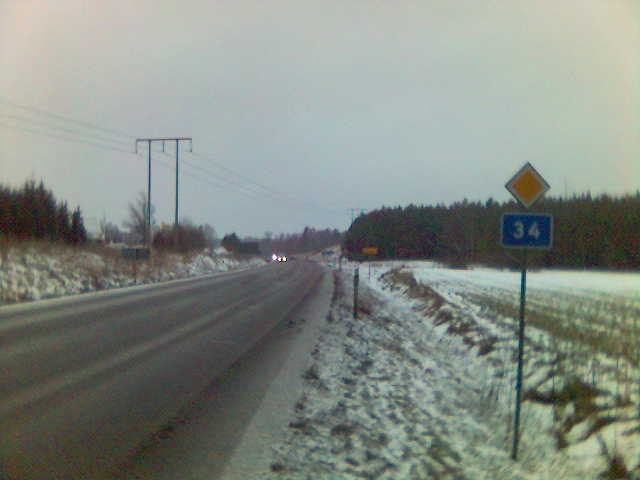
A Rv 34 à saída de Linköping

A Estrada nacional 34 - em sueco Riksväg 34 ou Rv 34 - é uma estrada nacional sueca que atravessa as províncias históricas da Småland e Östergötland.
Liga Ålem a Motala, passando por Högsby, Hultsfred, Vimmerby, Kisa e Linköping.